# راین اپلر
راین اپلر (انگلیسی: Rain Epler؛ زادهٔ ۶ ژوئن ۱۹۷۷) سیاست‌مدار اهل استونی است. وی از نوامبر ۲۰۲۰ تا ژانویه ۲۰۲۱ وزیر محیط زیست استونی بوده.